# Äggdonation
Äggdonation är proceduren då en kvinna donerar ett eller flera ägg till ett par som inte på egen hand lyckats få barn, på grund av infertilitet hos kvinnan.

## Metod
Äggdonation är en förhållandevis komplicerad process. Donatorn genomgår en hormonbehandling, för att flera ägg ska mogna samtidigt i äggstockarna. Det går att beräkna när äggen är mogna, och vid den punkten tas de ut genom ett smalt stick. Äggen kan sedan befruktas med spermier från mottagarens make genom IVF. De bästa äggen kan sättas in i mottagarens livmoder, medan resten kan frysas ner för senare bruk om det första försöket skulle misslyckas.